# Vištinská husa
Vištinská husa (litevsky: Vištinės žąsys) je plemeno husy domácí původem z Litvy. Vištinská husa byla vyšlechtěna z původních místních typů hus, které byly zkřížené s východopruskou husou, emdemskou a pomoranskou husou v první polovině 20. století. 
Vištinská husa váži 6–7 kg (samec) a 5–6 kg (samice). Dospívá ve věku 310–320 dnů. Snáší kolem 20–40 vajec s hmotností 170–180 g.